# Moca Fútbol Club
Maillots
Le Moca Fútbol Club est un club de football dominicain basé à Moca, qui évolue en première division professionnelle dominicaine.
C'est le club le plus titré du pays avec 13 championnats (10 Campeonatos Nacionales et 3 Ligas Mayores), tous remportés avant le passage à l'ère professionnelle, opéré en 2015 avec la naissance de la Liga Dominicana de Fútbol.

## Palmarès
- Championnat de République dominicaine de football (13) :
  - Liga Mayor Coca Cola (3) :
    - Champion en 2010, 2012/13 et 2014.

  - Campeonato Nacional (10) :
    - Champion en 1975, 1976, 1977, 1978, 1984, 1985, 1986, 1987, 1995 et 1999.

## Stades
Estadio Don Bosco Moca (1971–14)
Estadio Bragaña García (2015-16)
Estadio Complejo Deportivo Moca 86 (2017–)

## Joueurs

### Anciens joueurs
- Kerbi Rodríguez
- Jonathan Faña
- Marcel Hernández